# Біланоба-да-Мая
Біланоба-да-Мая — муніципалітет в Іспанії, у комарці Ногера, у провінції Леріда, Каталонія.